# Tarnowiec (Lubsza)

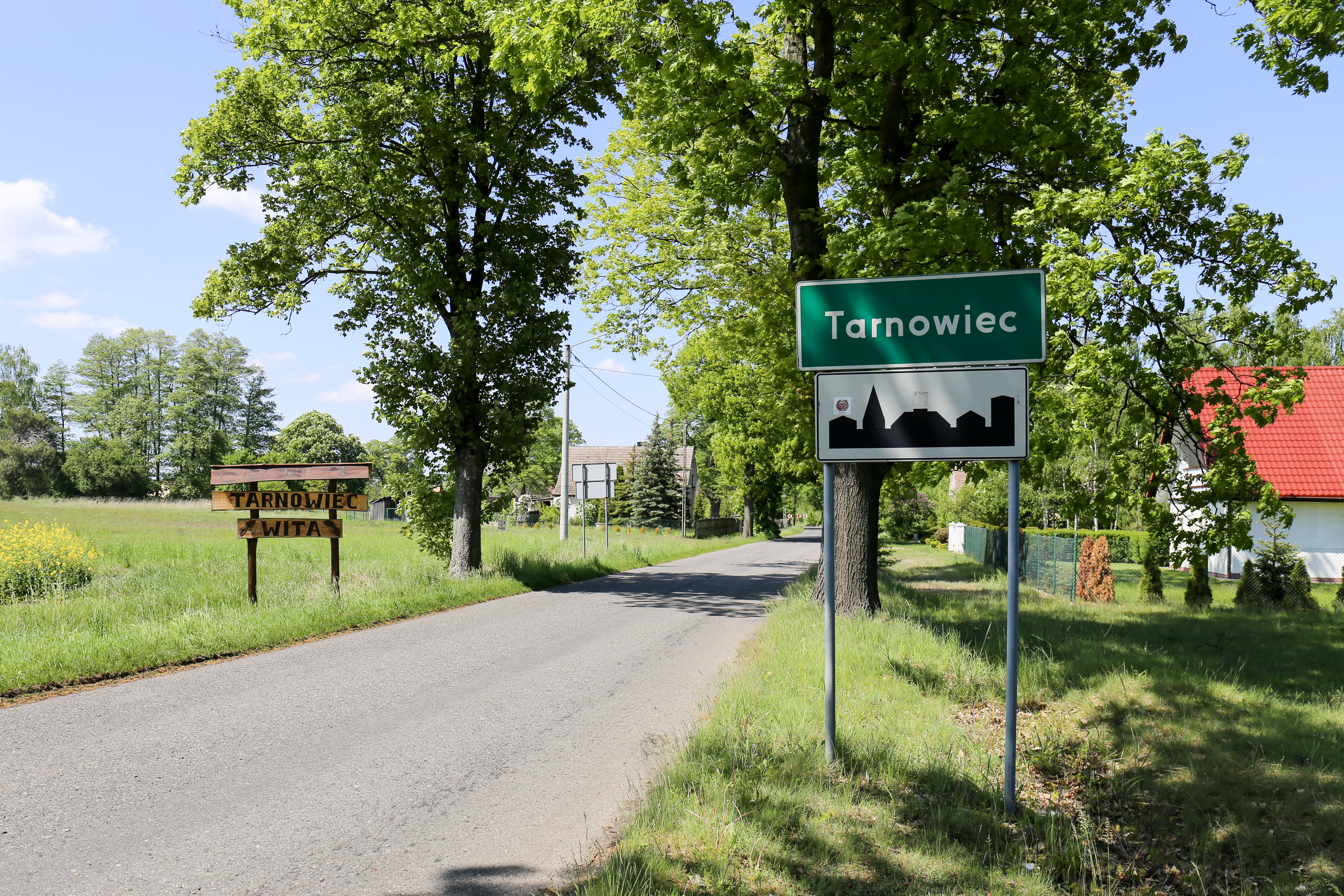
Ortseingang

Tarnowiec (deutsch Tarnowitz) ist ein Dorf in Niederschlesien. Der Ort liegt in der Gmina Lubsza im Powiat Brzeski in der polnischen Woiwodschaft Opole.

## Geographie

### Geographische Lage
Das Angerdorf Tarnowiec liegt rund zehn Kilometer östlich vom Gemeindesitz Lubsza (Leubusch), ca. 18 Kilometer nordöstlich der Kreisstadt Brzeg (Brieg) und rund 40 Kilometer nordwestlich der Woiwodschaftshauptstadt Opole. Der Ort liegt in der Nizina Śląska (Schlesische Tiefebene) innerhalb der Równina Oleśnicka (Oelser Ebene). Tarnowiec liegt im Landschaftsschutzpark Stobrawski umgeben von weitläufigen Waldgebieten.
Tarnowiec besitzt einen Bahnhof an der Bahnstrecke Opole–Jelcz-Laskowice.

### Nachbarorte
Nachbarorte von Tarnowiec sind im Osten Roszkowice (Raschwitz), im Westen Nowy Świat (Neue Welt) und im Nordwesten Mąkoszyce (Mangschütz).

## Geschichte
Nach dem Ersten Schlesischen Krieg 1742 fiel Tarnowitz zusammen mit dem größten Teil Schlesiens an Preußen. 
Nach der Neugliederung Preußens gehörte die Landgemeinde Tarnowitz ab 1815 zur Provinz Schlesien und war ab 1816 dem Landkreis Brieg eingegliedert, mit dem es bis 1945 verbunden blieb. 1874 wurde der Amtsbezirk Mangschütz gegründet, welcher die Landgemeinden Mangschütz und Tarnowitz und den Gutsbezirk Mangschütz umfasste. 1885 zählte Tarnowitz 388 Einwohner.
1933 zählte Tarnowitz 485, 1939 wiederum 503 Einwohner. Bis 1945 befand sich der Ort im Landkreis Brieg.
Als Folge des Zweiten Weltkriegs fiel Tarnowitz wie fast ganz Schlesien 1945 an Polen, wurde in Tarnowiec umbenannt und der Woiwodschaft Breslau angegliedert. Die deutsche Bevölkerung wurde, soweit sie nicht vorher geflohen war, weitgehend vertrieben. Die neu angesiedelten Bewohner waren zum Teil Heimatvertriebene aus Ostpolen. 1950 kam der Ort zur Woiwodschaft Opole, 1999 zum Powiat Brzeski.

## Sehenswürdigkeiten

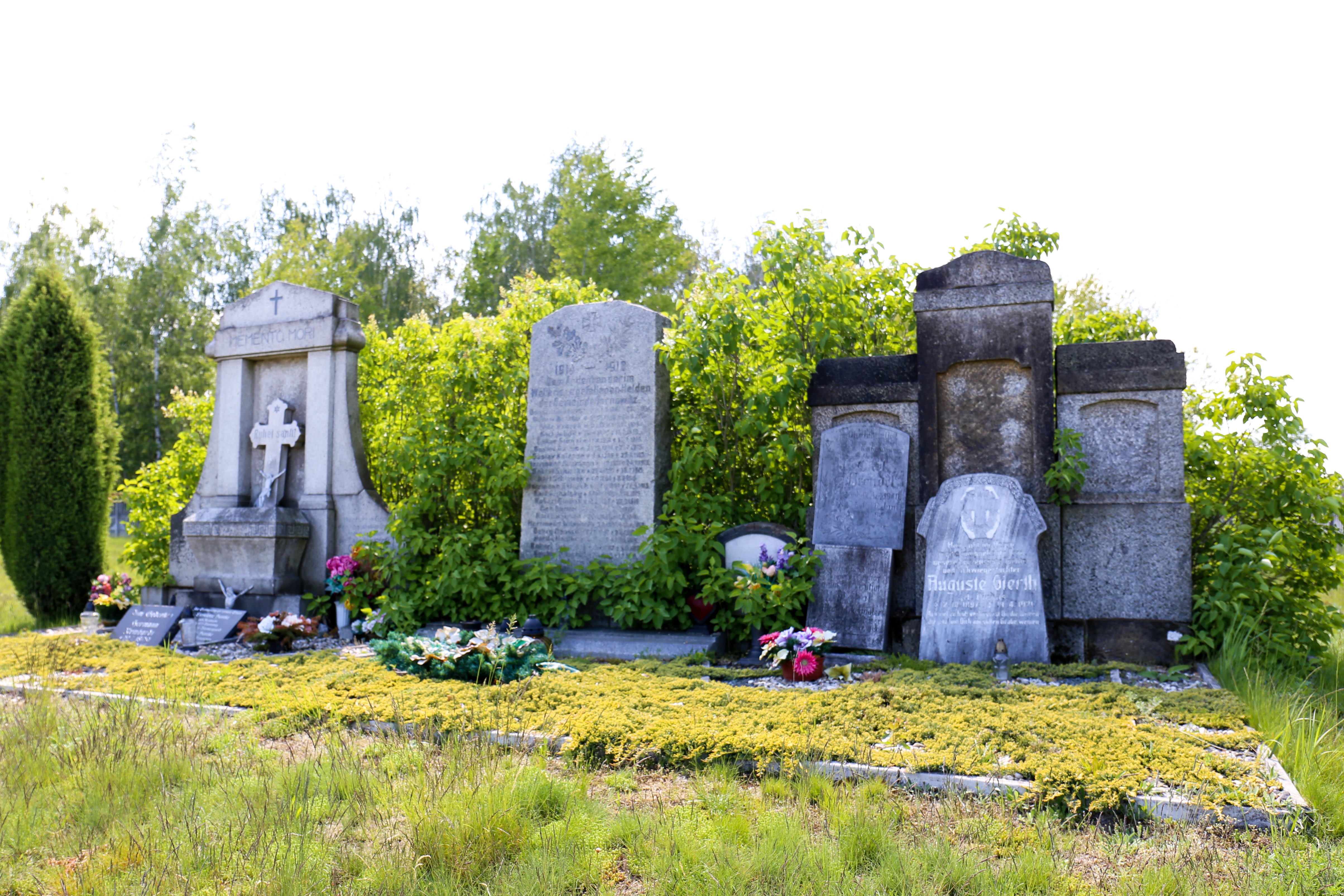
Denkmal für die Gefallenen des 1. Weltkrieges

- Denkmal für die Gefallenen des Ersten Weltkriegs
- Denkmal für die ehemaligen Bewohner von Tarnowitz

## Vereine
- Fußballverein LZS Tarnowiec/Mąkoszyce